# Starszy sierżant Policji
Starszy sierżant Policji (st. sierż.) – stopień podoficerski w Policji. Niższym stopniem jest sierżant, a wyższym sierżant sztabowy. Na stopień ten mianuje komendant wojewódzki Policji. Nadanie wyższego stopnia nie może nastąpić wcześniej niż po przesłużeniu w stopniu starszego sierżanta 2 lat. Odpowiednik wojskowego stopnia starszego sierżanta oraz ogniomistrza w Państwowej Straży Pożarnej.